# Ratoeira (Celorico da Beira)
Ratoeira é uma povoação portuguesa sede da Freguesia de Ratoeira do Município de Celorico da Beira, freguesia com 7,74 km² de área e 245 habitantes (censo de 2021), tendo, por isso, uma densidade populacional de 31,7 hab./km².

## Demografia
A população registada nos censos foi:
| Distribuição da População por Grupos Etários | Distribuição da População por Grupos Etários | Distribuição da População por Grupos Etários | Distribuição da População por Grupos Etários | Distribuição da População por Grupos Etários |
| -------------------------------------------- | -------------------------------------------- | -------------------------------------------- | -------------------------------------------- | -------------------------------------------- |
| Ano                                          | 0-14 Anos                                    | 15-24 Anos                                   | 25-64 Anos                                   | > 65 Anos                                    |
| 2001                                         | 35                                           | 51                                           | 136                                          | 70                                           |
| 2011                                         | 40                                           | 21                                           | 137                                          | 105                                          |
| 2021                                         | 24                                           | 17                                           | 112                                          | 92                                           |

## Património e pontos de interesse
- Solar de D. Duarte de Alarcão
- Sede da Junta de Freguesia datada de 1913
- Igreja paroquial
- Chafariz do Baco - fonte renascentista (de 1673) localizada na cerca da Casa de Santo Estêvão[5];
- Cerca dos Osórios
- Praia fluvial da Ratoeira
- Pista de pesca